# 내손고등학교
내손고등학교(內蓀高等學校)는 경기도 의왕시에 있는 공립 고등학교이다.

## 학교 연혁
- 2025년 3월 1일 : 개교

## 같이 보기
- 내손중학교